# Віленський повіт
Віленський повіт (біл. Віленскі павет, лит. Vilniaus apskritis, пол. Powiat wileński) — адміністративно-територіальна одиниця Великого князівства Литовського, а потім у складі Російської імперії Віленської губернії. Адміністративний центр — місто Вільна.

## Підпорядкування
- Утворений у 1795 році у складі Віленської губернії на території, що відійшла до складу Російської імперії після третього поділу Речі Посполитої.
- З 1797 року — у складі Литовської губернії.
- З 1801 року — у складі відновленної Віленської губернії (до 1840 року носила назву Литовсько-Віленської).
- 1920 року відійшов до складу Литви, але був окупований військами Польщі.

## Населення
За даними перепису 1897 року в повіті проживало 363,3 тис. мешканців. 
У тому числі білоруси — 25,8%; євреї — 21,3%; литовці — 20,9%; поляки — 20,1%; росіяни  — 10,4%. У повітовому місті Вільна проживало 154 532 мешканців.

## Склад
Станом на 1886 рік налічував 140 сільських громад, 2426 поселення у 19 волостях. Населення — 61407 особа (30738 чоловічої статі та 30565 — жіночої), 14 390 дворових господарств.
|                     | Площа, десятин | У тому числі орної, десятин |
| ------------------- | -------------- | --------------------------- |
| Сільських громад    | 203400         | ?                           |
| Приватної власності | 155181         | 76793                       |
| Казенної власності  | 40989          | 1036                        |
| Іншої власності     | 4155           | 2142                        |
| Загалом             | 503786         | 210526                      |

## Адміністративний поділ
Волосний поділ станом на 1886 рік:
| №  | Назва         | Центр | Населення | Кількість дворів | Площа, десятин | Площа орної землі, десятин | Кількість поселень (сільських громад) |
| -- | ------------- | ----- | --------- | ---------------- | -------------- | -------------------------- | ------------------------------------- |
| 1  | Бистрицька    | ?     | 6161      | 774              | 18929          | 9764                       | 133 (5)                               |
| 2  | Ворнянська    | ?     | 13377     | 1643             | 53821          | 21877                      | 141 (12)                              |
| 3  | Гедройцька    | ?     | 6941      | 1076             | 31905          | 15921                      | 180 (9)                               |
| 4  | Гельванська   | ?     | 9010      | 894              | 26012          | 9113                       | 107 (7)                               |
| 5  | Гуранська     | ?     | 844       | 22               | 458            | 287                        | 5 (3)                                 |
| 6  | Іллінська     | ?     | 8308      | 1104             | 23770          | 13836                      | 114 (11)                              |
| 7  | Маляцька      | ?     | 13086     | 1176             | 31190          | 13493                      | 259 (9)                               |
| 8  | Мейшагольська | ?     | 6791      | 931              | 26157          | 12378                      | 194 (9)                               |
| 9  | Міцкуньська   | ?     | 7840      | 570              | 17263          | 7773                       | 120 (5)                               |
| 10 | Мусинкська    | ?     | 7783      | 750              | 16987          | 9060                       | 112 (9)                               |
| 11 | Неменчинська  | ?     | 9347      | 552              | 33331          | 12199                      | 137 (4)                               |
| 12 | Підберезська  | ?     | 7079      | 562              | 17911          | 8680                       | 126 (4)                               |
| 13 | Рудоминська   | ?     | 8184      | 426              | 23661          | 11355                      | 86 (7)                                |
| 14 | Рукойнська    | ?     | 5010      | 505              | 17514          | 7074                       | 72 (7)                                |
| 15 | Решанська     | ?     | 10108     | 864              | 29637          | 17367                      | 174 (10)                              |
| 16 | Солечницька   | ?     | 7496      | 365              | 29092          | 9379                       | 65 (11)                               |
| 17 | Ширвінтська   | ?     | 12756     | 1119             | 35333          | 12942                      | 100 (11)                              |
| 18 | Шумська       | ?     | 4789      | 1119             | 16149          | 7533                       | 100 (11)                              |
| 19 | Яниська       | ?     | 7322      | 573              | 63781 (?)      | 8491                       | 134 (7)                               |

Станом на 1913 рік у повіті було 18 волостей.